# Чудай, Харальд
Харальд Чудай (нем. Harald Czudaj, 14 февраля 1963, Вермсдорф, Саксония) — немецкий бобслеист, пилот, выступавший за сборные ГДР и Германии в конце 1980-х — начале 2000-х годов. Участник трёх зимних Олимпийских игр, олимпийский чемпион Лиллехаммера, обладатель Кубка мира, двукратный чемпион Европы.

## Биография

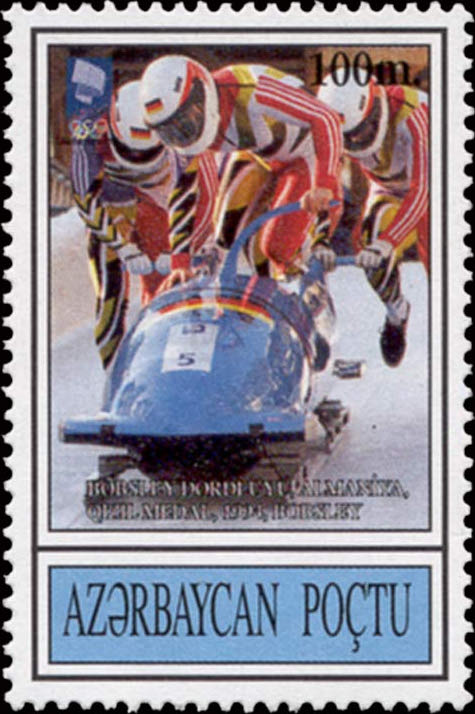
Победивший четырёхместный экипаж Германии под предводительством пилота Харальда Кцудайа, изображение на азербайджанской марке

Харальд Чудай родился 14 февраля 1963 года в коммуне Вермсдорф, Саксония. Выступать в бобслее на профессиональном уровне начал в 1988 году и сразу показал несколько хороших результатов, в частности выиграл две серебряные медали на чемпионате мира в швейцарском Санкт-Морице, год спустя взял бронзу на мировом первенстве в Альтенберге, приехал третьим на четвёрке, позже добавил в послужной список золото чемпионата Европы, тоже выигранное на четырёхместном бобе.
Перед началом Олимпийских игр 1992 года в Альбервиле Чудая уличили в сотрудничестве с Министерством государственной безопасности ГДР, выяснилось, что за период 1988—1990, ещё находясь в составе спортивного общества «Динамо», он сделал как минимум десять доносов на своих товарищей по команде. В сборной разразился серьёзный скандал, ставился вопрос об отчислении его из команды, однако главные официальные лица немецкого спорта провели по этому делу расследование и всё же разрешили спортсмену принять участие в состязаниях. В итоге его четырёхместный экипаж, куда также вошли разгоняющие Тино Бонк, Аксель Янг и Александер Шелиг, занял шестое место. 
В 1994 году Харальд Чудай отправился защищать честь страны на Олимпийские игры в Лиллехаммер, от старой команды в составе остался только Шелиг, тогда как два других разгоняющих были заменены Карстеном Браннашом и Олафом Хампелем. Их четвёрка финишировала с лучшим временем и завоевала тем самым золотые медали, причём швейцарский экипаж пилота Густава Ведера отстал всего лишь на 0,06 секунды. В 1995 году занял третье место в зачёте четвёрок на чемпионате мира в Винтерберге и пополнил медальную коллекцию ещё одной бронзой.
Не менее удачным для спортсмена оказался сезон 1997/98, когда он стал обладателем Кубка мира, заняв по итогам всех этапов первую позицию общего зачёта, опять же среди четырёхместных экипажей, а также выиграл второе в карьере золото европейского первенства. В 1998 году ездил на Олимпийские игры в Нагано, где кроме Шелига ему помогали легкоатлет-десятиборец Торстен Восс и малоизвестный спринтер Штеффен Гёрмер. Команда ставила перед собой самые высокие цели, но смогла подняться лишь до восьмого места.
Со временем спортсмену всё труднее и труднее становилось конкурировать с молодыми немецкими бобслеистами, особенно с такими перспективными пилотами как Кристоф Ланген и Андре Ланге, поэтому в мае 2001 года Чудай принял решение завершить карьеру профессионального спортсмена. На Олимпийских играх 2006 года в Турине тренировал женскую команду по бобслею от Голландии. Сейчас владеет двумя большими спортивными студиями в Ризе и Косвиге, по-прежнему связан с бобслеем, являясь членом наблюдательного совета организации зимних видов спорта Альтенберга и вице-президентом спортивного клуба «Риза».